# André Bettencourt
André Bettencourt (ur. 21 kwietnia 1919 w Saint-Maurice-d’Ételan, zm. 19 listopada 2007 w Neuilly-sur-Seine) – francuski polityk i przedsiębiorca, mąż Liliane Bettencourt.

## Życiorys
Był dalekim potomkiem Jeana de Béthencourta.
W okresie międzywojennym należał do tajnej, faszystowskiej organizacji Comité Secret d’Action Révolutionnaire (La Cagoule), która, m.in. wydawała wyroki śmierci na komunistów, a w okresie Vichy kolaborowała z nazistami i wspierała eksterminację Żydów. Do Cagoule należał także jego przyszły teść. W 1995 roku ujawniono, że sam Bettencourt kierował wówczas propagandą państwową i kontrolą prasy oraz pisał antysemickie teksty w kolaborującej gazecie „La Terre Française”.
Na stronę ruchu oporu przeszedł, gdy alianci lądowali w Normandii, choć oficjalna biografia mówiła o znacznie wcześniejszej zmianie poglądów.
W 1950 roku ożenił się z Liliane, córką Eugène’a Schuellera, założyciela koncernu L’Oréal i wszedł do dyrekcji przedsiębiorstwa.
Po wojnie kilkukrotnie pełnił funkcje ministerialne we francuskich rządach Pierre’a Mendès-France’a i Charles’a de Gaulle’a. Był także burmistrzem rodzinnego miasta w okresie od 1965 do 1989 roku.